# Pedrouços
Pedrouços es una freguesia portuguesa del concelho de Maia, con 2,25 km² de superficie y 11.868 habitantes (2001). Su densidad de población es de 5 274,7 hab/km².